# Лоп'янська сільська рада
| Лоп'янська сільська рада — орган місцевого самоврядування у Рожнятівському районі Івано-Франківської області з адміністративним центром у с. Лоп'янка. Івано-Франківська обласна Рада народних депутатів рішенням від 15 липня 1993 року утворила Грабівську сільраду і сільській Раді підпорядкувала село Крива Лоп'янської сільради Водоймища на території, підпорядкованій даній раді: річка Чечва. Сільській раді підпорядковані населені пункти: - с. Лоп'янка |

## Склад ради
Рада складається з 16 депутатів та голови.

### Керівний склад ради
| ПІБ                       | Основні відомості                                                                      | Дата обрання | Дата звільнення |
| ------------------------- | -------------------------------------------------------------------------------------- | ------------ | --------------- |
| Михно Орися Володимирівна | Сільський голова, 1970 року народження, освіта, Всеукраїнське об'єднання «Батьківщина» | 26.03.2006   | 31.10.2010      |
| Кос Богдан Іванович       | Сільський голова, 1969 року народження, освіта середня спеціальна, безпартійний        | 31.10.2010   |                 |

Примітка: таблиця складена за даними джерела